# Дієцезія Шибеника

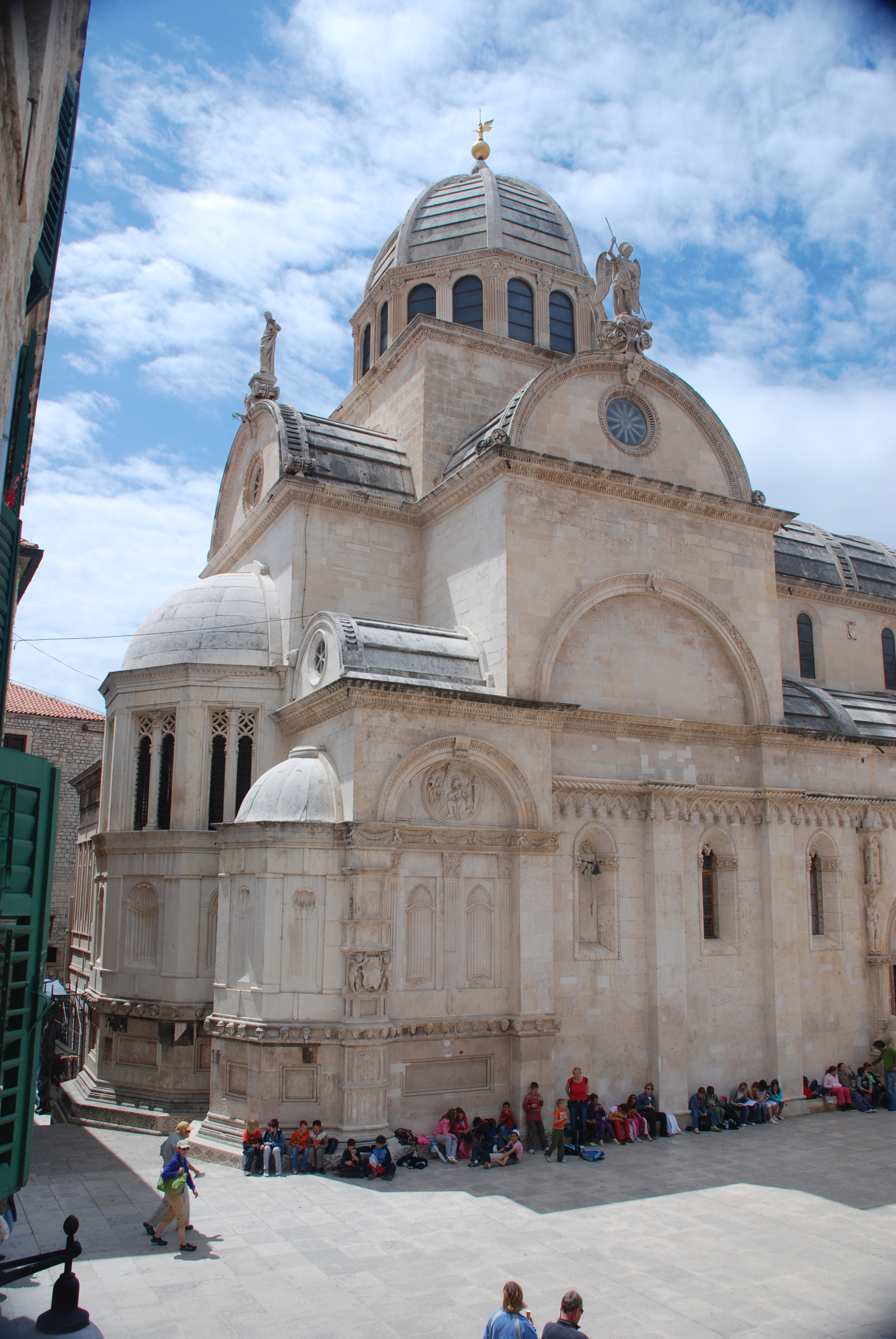
Собор святого Якова, кафедральний собор дієцезії

Дієцезія Шибеника (хорв. Šibenska biskupija) — католицька дієцезія латинського обряду в Хорватії з центром в місті Шибеник. Входить до складу митрополії Спліт-Макарска. Повна назва дієцезії — дієцезія Шибеник (Книн). Латинська назва -Dioecesis Sebenicensis.
Шибеник став центром дієцезії одночасно з отриманням міського статусу — в 1298 році. В 1969 році була створена архідієцезія — митрополія Спліт-Макарска, стосовно якої Хварська дієцезія стала суфраганною.
За даними на 2004 рік в дієцезії налічувалося 110 500 вірних (90,9 % населення), 102 священика і 74 парафії. Кафедральним собором дієцезії є собор святого Якова, створений в XV столітті Юраєм Далматинацем і включений в список Світової спадщини ЮНЕСКО.